# خب روضان
خب روضان هو مركزٌ سعوديٌ تابعٌ لمحافظة بريدة التابعة لمنطقة القصيم، في المملكة العربية السعودية. المركز من الفئة (ب)، ورمزه 1761 حسب دليل الترميز الموحد للمناطق الإدارية بالمملكة العربية السعودية.